# Ranova similis
Ranova similis là một loài bọ cánh cứng trong họ Cerambycidae.